# Costa di Rovigo
Costa di Rovigo é uma comuna italiana da região do Vêneto, província de Rovigo, com cerca de 2.956 habitantes. Estende-se por uma área de 16 km², tendo uma densidade populacional de 185 hab/km². Faz fronteira com Arquà Polesine, Fratta Polesine, Rovigo, Villamarzana, Villanova del Ghebbo.

## Demografia
| Variação demográfica do município entre 1861 e 2011                               |
|                                                                                   |
| Fonte: Istituto Nazionale di Statistica (ISTAT) - Elaboração gráfica da Wikipedia |